# Galeodes dellacaveae
Espèce
Synonymes
- Galeodila somalica Caporiacco, 1944 nec Roewer, 1934

Galeodes dellacaveae est une espèce de solifuges de la famille des Galeodidae.

## Distribution
Cette espèce est endémique de Somalie. Elle se rencontre vers Mogadiscio.

## Étymologie
Cette espèce est nommée en l'honneur de Laura Delle Cave.

## Publications originales
- Harvey, 2002 : Nomenclatural notes on Solifugae, Amblyppygi, Uropygi and Araneae (Arachnidda). Records of the Western Australian Museum, vol. 20, p. 449-459.
- Caporiacco, 1944 : Su alcuni Solifugi Somali. Monitore Zoologico Italiano, vol. 54, p. 91–96.